# Terellia popovi
Terellia popovi är en tvåvingeart som beskrevs av Valery Korneyev 1985. Terellia popovi ingår i släktet Terellia och familjen borrflugor. Inga underarter finns listade i Catalogue of Life.